# John Alden
John Alden (c. 1598 — Duxbury, Massachusetts, 12 de setembro de 1687) foi um colonizador inglês. foi um membro da tripulação na histórica viagem de 1620 do Mayflower que trouxe os colonos ingleses comumente conhecidos como Peregrinos à Colônia de Plymouth, no atual Massachusetts. Ele foi contratado em Southampton, Inglaterra, como o tanoeiro do navio, responsável pela manutenção dos barris do navio. Embora fosse um membro da tripulação do navio e não um colono, Alden decidiu permanecer na Colônia de Plymouth quando o Mayflower retornou à Inglaterra, optando por permanecer com os Peregrinos como colono. Ele foi signatário do Pacto do Mayflower.
Ele se casou com a passageira do Mayflower, Priscilla Mullins, cuja família inteira morreu no primeiro inverno na Colônia de Plymouth. O casamento do jovem casal tornou-se proeminente na cultura popular vitoriana após a publicação em 1858 do poema narrativo fictício de Henry Wadsworth Longfellow, The Courtship of Miles Standish. O livro inspirou descrições generalizadas de John e Priscilla Alden na arte e na literatura durante os séculos XIX e XX.
Alden foi um dos servidores públicos mais ativos da Colônia de Plymouth e desempenhou um papel proeminente nos assuntos coloniais. Foi eleito anualmente para o Conselho do Governador quase todos os anos de 1640 a 1686. Serviu como Tesoureiro da Colônia de Plymouth, deputado do Tribunal Geral de Plymouth, membro do Conselho de guerra da colônia e membro do Comitê da Colônia no Comércio do Kennebec, entre outros postos.
Foi o último sobrevivente signatário do Pacto do Mayflower por ocasião de sua morte em 1687. A localização aproximada de seu túmulo no cemitério de Myles Standish foi marcada com uma pedra memorial em 1930. O local de sua primeira casa em Duxbury está preservado e marcado com sinalização interpretativa. O Alden Kindred of America, que começou como uma sociedade dos descendentes de John e Priscilla, mantém o Alden House Historic Site em Duxbury, Massachusetts - uma casa provavelmente construída pelo filho de Alden, o capitão Jonathan Alden.

## Origens inglesas

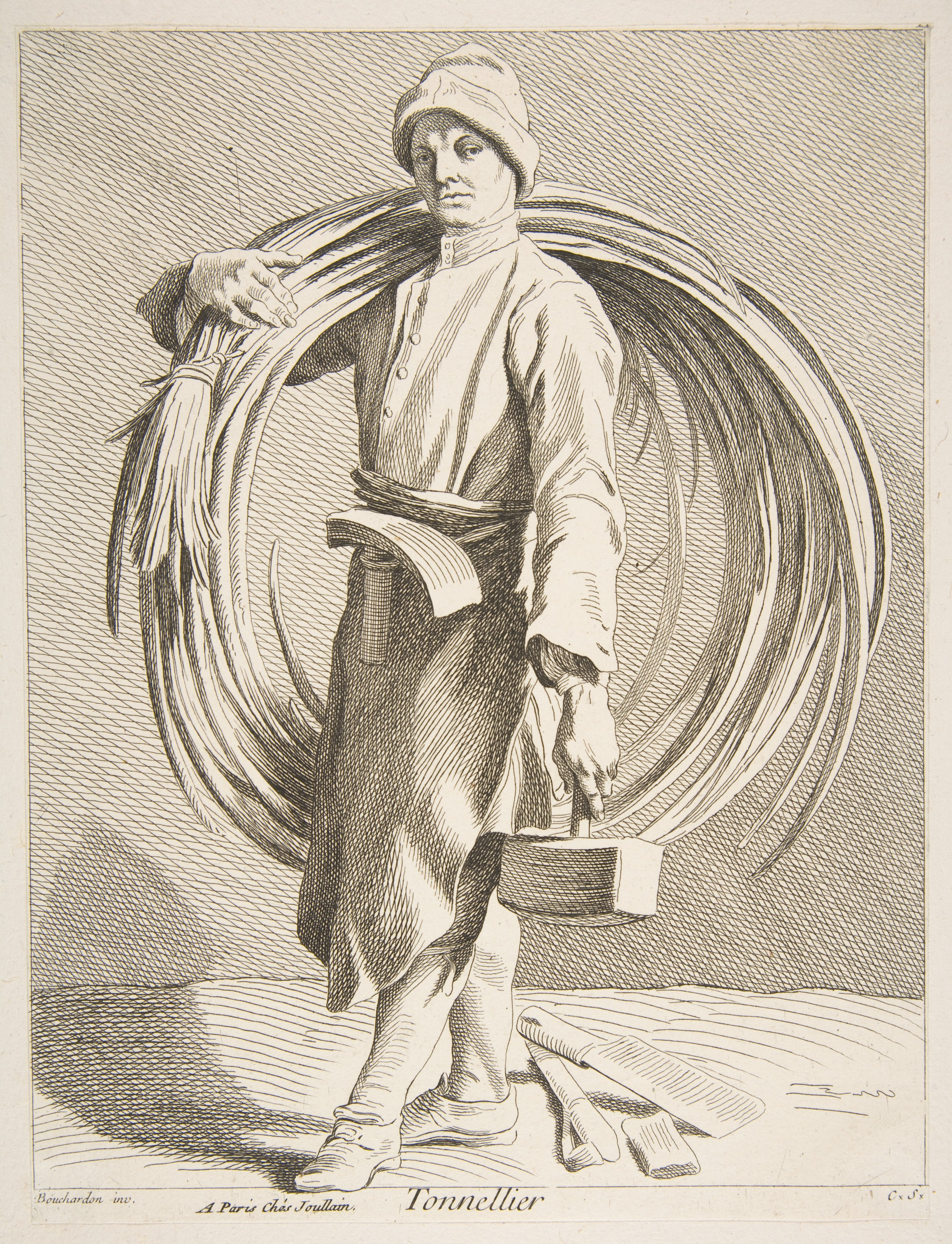
Tanoeiro por Anne Claude Philippe de Tubières, uma gravura do século XVIII de um tanoeiro segurando aros de barril

Historiadores e genealogistas desenvolveram muitas teorias sobre as origens inglesas de John Alden. De acordo com o projeto "American Ancestors" da New England Historic Genealogical Society, a especialista em genealogia de Alden, Alicia Crane Williams, chamou duas das origens hipotéticas de "tentadoras", no entanto, ela afirma que nenhuma foi definitivamente comprovada.
A única evidência de fonte primária definitiva sobre o histórico de John Alden vem da história do governador da Colônia de Plymouth, William Bradford, Of Plymouth Plantation. Bradford escreveu que Alden "foi contratado por um tanoeiro, em South-Hampton, onde o navio foi carregado; e sendo um jovem promissor, era muito desejado, mas foi deixado por sua própria vontade para ir ou ficar quando chegou aqui; e ele ficou, e casou aqui". O autor Charles Edward Banks afirma que o emprego de Alden "em Southampton" não significa necessariamente que ele era um residente do porto e pode ter estado lá apenas para trabalhar temporariamente quando o Mayflower chegou.
Banks citou pesquisas de certos historiadores e genealogistas que ofereceram teorias sobre as origens de Alden com base em evidências inconclusivas, mas possivelmente relevantes. Uma dessas teorias foi proposta pelo historiador e genealogista B. Carlyon-Hughes, que encontrou evidências de uma família Alden vivendo em Harwich, Essex, Inglaterra, durante o século XVII. Harwich é um antigo porto do Mar do Norte, a nordeste de Londres, que era o porto de origem do navio Mayflower e residência de seu capitão, Christopher Jones. Carlyon-Hughes afirmou que os Aldens de Harwich eram parentes de Jones e também que um jovem John Alden dos Aldens de Harwich tinha quase a mesma idade do passageiro do Mayflower. Uma associação anterior com o capitão do Mayflower (embora não comprovada definitivamente) poderia ser responsável, de acordo com Banks, pela entrada de Alden na tripulação. O historiador George F. Willison subscreveu a teoria da origem de Harwich e escreveu que os filhos de Alden "lembravam dele como alto, louro e muito forte fisicamente". Willison, no entanto, não oferece nenhum material de origem específico para esta descrição.
Outra teoria citada por Banks, que ele chamou de "uma presunção justa", envolve um John Alden de Southampton que "pode ter sido filho de George Alden, o flecheiro, que desapareceu - provavelmente morrendo naquele ano - deixando John, um órfão, livre para conseguir emprego no exterior. Jane, a viúva, pode ter sido sua mãe e Richard e Avys seus avós". A lista de impostos de Holyrood Ward, Southampton em 1602 lista os nomes de George Alden e do futuro sogro de John, William Mullins. Banks chegou a postular que se as famílias Alden e Mullins se originaram de Southampton, então talvez o namoro entre John Alden e Priscilla Mullins tenha começado em Southampton.
Alicia Crane Williams analisou essas e várias outras teorias em The Mayflower Descendant, um jornal acadêmico da história e genealogia dos Peregrinos. Ela apontou que alguns genealogistas conectaram John Alden do Mayflower com John Alden, um cavalheiro, "filho e herdeiro de John Alden de Swanscomb, Kent", que obteve uma patente de armas em 1607. Não há evidências de que John Alden do Mayflower estava ligado a esta família ou herdou este brasão. Williams declara: "Este brasão de Alden foi publicado na Encyclopaedia Britannica e desviou muitos [genealogistas] desavisados".

## Viagem do Mayflower

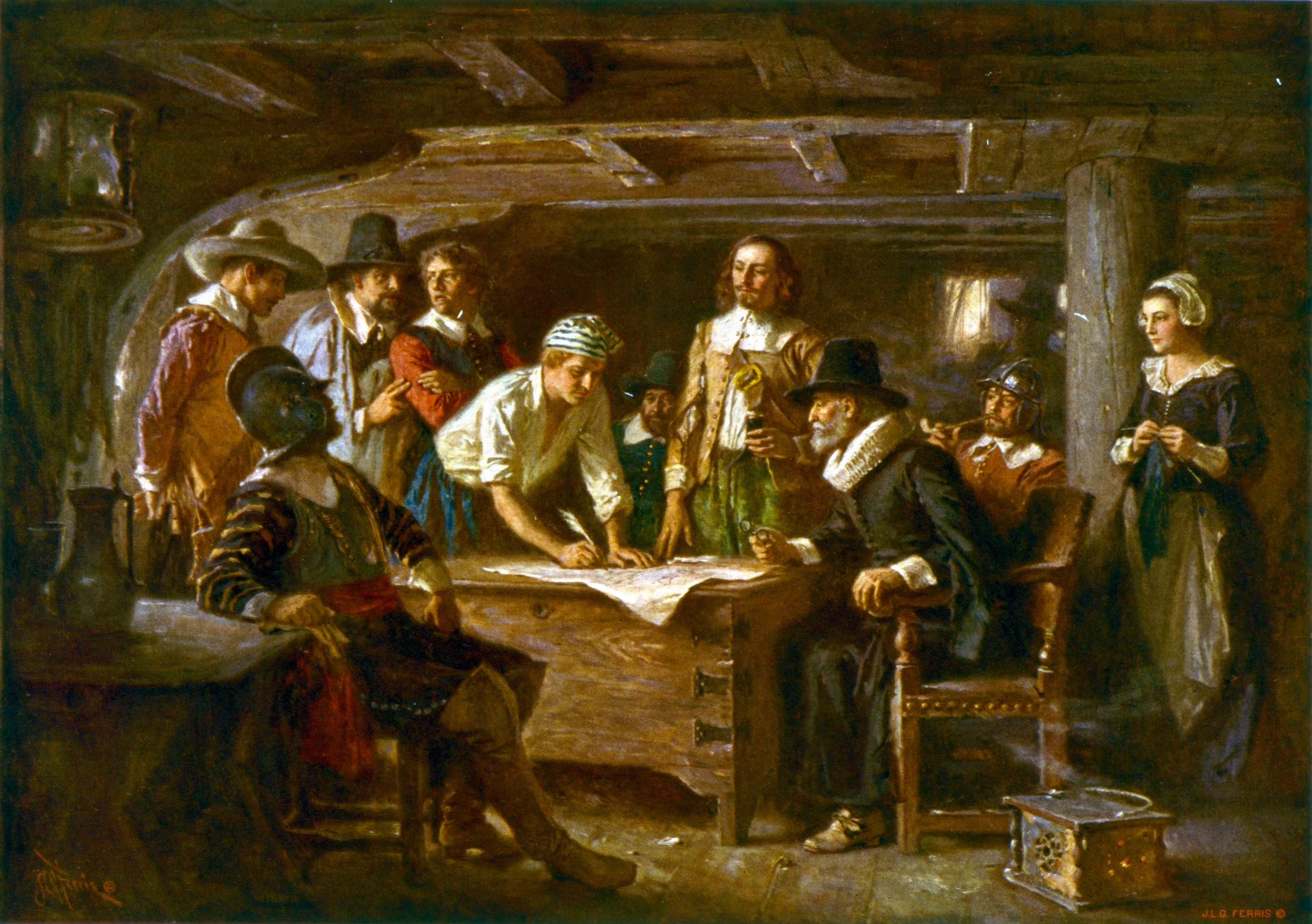
O Pacto do Mayflower 1620, uma pintura de 1899 de Jean Leon Gerome Ferris, retrata John Alden assinando o documento

Alden foi contratado pelo capitão Christopher Jones em Southampton quando tinha cerca de 21 anos para trabalhar como tanoeiro do navio durante a viagem do Mayflower para a América. De acordo com o historiador Nathaniel Philbrick, devido às habilidades úteis de Alden como fabricante de barris e carpinteiro, os colonos o encorajaram a permanecer com eles na América durante a viagem.
O Mayflower partiu de Plymouth, Inglaterra, em 6 de setembro de 1620. O navio de 100 pés tinha a bordo 102 passageiros e uma tripulação de cerca de 20 a 30 homens em condições extremamente apertadas. A falta de alimentação adequada e condições nada higiênicas por meses causaram doenças que acabariam sendo fatais para muitos, especialmente para mulheres e crianças. Durante a viagem para a América do Norte, houve duas mortes, um tripulante e um passageiro, mas o pior ainda estava por vir.
Em 9 de novembro de 1620, após um mês de atrasos na Inglaterra e cerca de dois meses no mar, eles avistaram o Cabo Cod. Seu destino original era a foz do rio Hudson, que na época fazia parte da Colônia da Virgínia. O capitão Jones fez uma tentativa de contornar o extremo sul do Cabo Cod, mas faltou-lhe um mapa adequado da área conhecida como Pollock's Rip e as fortes correntes e os perigosos bancos de areia forçaram-no a voltar. Devido à doença generalizada entre os passageiros e suprimentos cada vez menores, Jones determinou que os colonos teriam que desembarcar e se estabelecer na Nova Inglaterra, em vez do rio Hudson. O Mayflower finalmente ancorou em 11 de novembro em Provincetown Harbor, na ponta norte do Cabo Cod.
A decisão de se estabelecer fora de Colônia da Virgínia levantou alguns problemas. O grupo possuía uma concessão de terras que concedia autoridade a seus líderes eleitos e os autorizava a estabelecer sua própria fazenda dentro dos limites da Colônia da Virgínia. Como eles estariam se estabelecendo na Nova Inglaterra, a concessão se tornou irrelevante e alguns membros começaram a questionar a autoridade de seus líderes. Para resolver essas questões, a liderança da colônia redigiu o Pacto do Mayflower, um acordo de que trabalhariam juntos, agindo como "um corpo político civil" em obediência às leis que a colônia pudesse promulgar. O Pacto do Mayflower foi assinado por todos os colonos livres do sexo masculino em 11 de novembro, no mesmo dia em que ancoraram em Provincetown. John Alden assinou o documento, o que indica que já havia tomado a decisão de permanecer com os colonos.

## Criação da Colônia de Plymouth

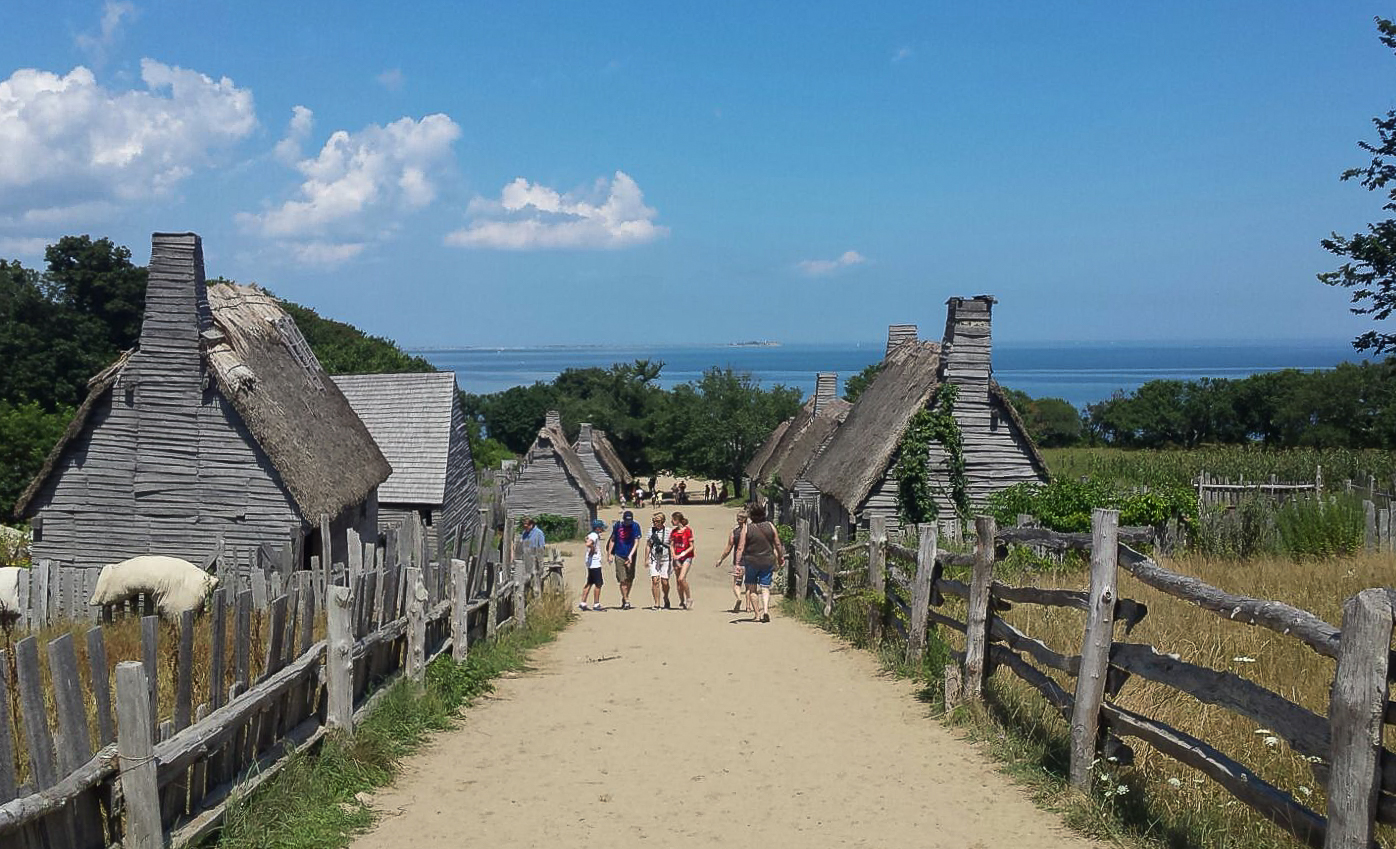
Uma vista da fazenda Plimoth recriada, que inclui uma réplica da casa de John Alden vista em segundo lugar à esquerda

Depois de explorar a costa interna do Cabo Cod, os colonos decidiram se estabelecer em Plymouth. O local oferecia um bom porto, várias nascentes de água doce e uma grande colina com vista para o porto (que mais tarde chamariam de Colina do Enterro) adequada para um forte. Uma tribo conhecida como Patuxet (parte do povo Wampanoags) ocuparam o local e desmataram uma grande área para o plantio do milho. Quando o Mayflower chegou, a tribo Patuxet tinha sido exterminada por doenças, provavelmente como resultado do contato com pescadores ingleses.
Durante o primeiro inverno em Plymouth, a maioria dos colonos adoeceu e metade morreu de doença. Priscilla Mullins (futura esposa de John Alden) perdeu sua família inteira - seu pai William, sua mãe Alice e seu irmão Joseph. Os cinquenta colonos que sobreviveram começaram a construir um forte no topo de Colina do Enterro e pequenas casas de madeira em ambos os lados de uma "rua" agora conhecida como Leyden Street, batizada em 1823 em homenagem à cidade na Holanda onde os Peregrinos viveram por vários anos. Um pequeno lote de terreno no sopé da Colina do Enterro, perto do topo da rua, foi designado para John Alden. Ele construiu uma casa primitiva neste local e viveu lá por cerca de sete anos com sua esposa Priscilla e sua crescente família. O local da primeira casa de Alden em Plymouth foi marcado em 1930 com uma pedra e uma placa de bronze colocadas pela Família Alden da América. Uma recriação desta casa está hoje na Fazenda Plimoth, um museu de história viva que reproduz o assentamento original dos Peregrinos.

## Casamento com Priscilla Mullins

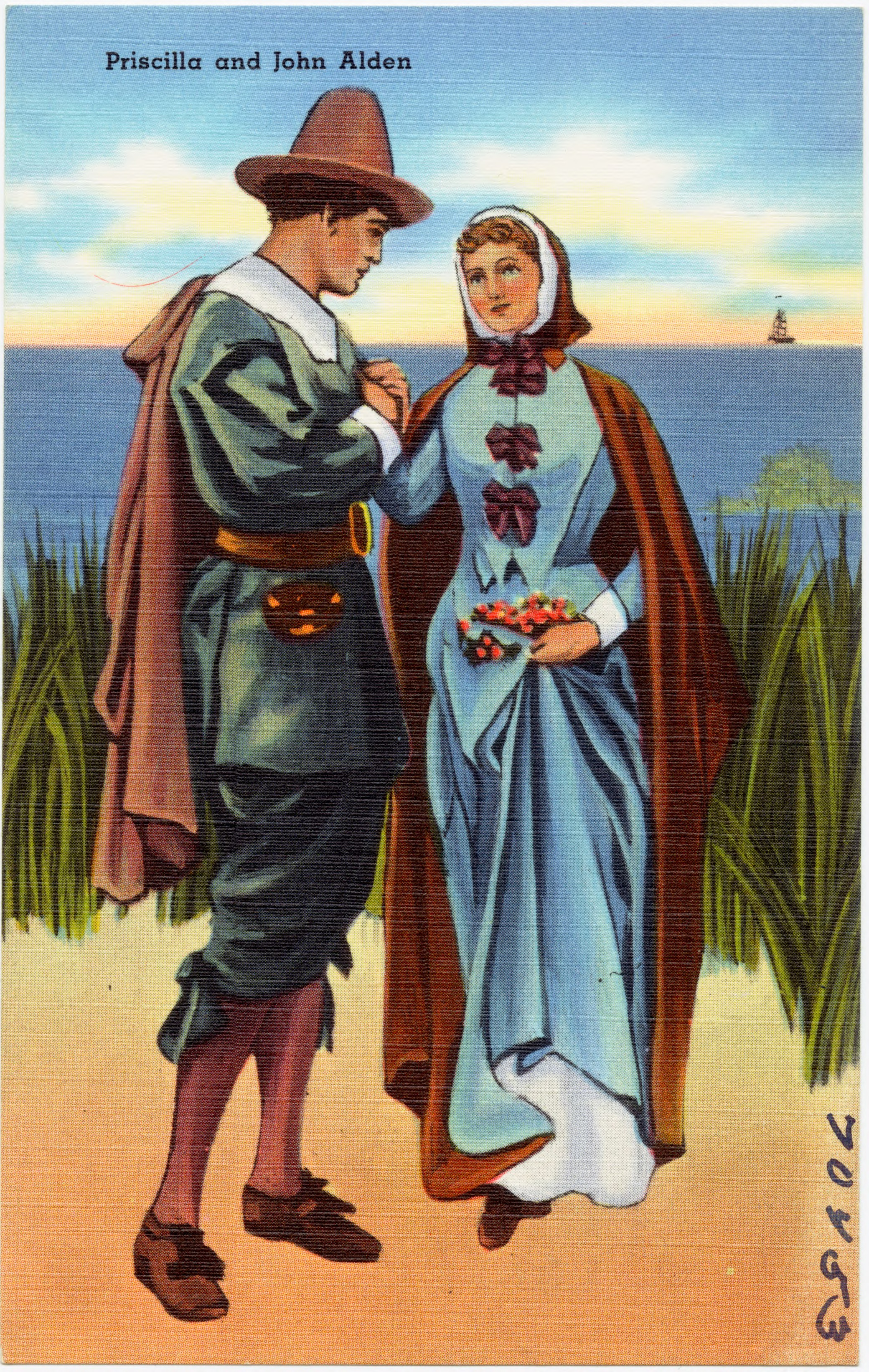
Uma representação romantizada do início do século XX do namoro de John e Priscilla Alden

A data exata do casamento de John Alden com Priscilla Mullins não foi anotada nos registros coloniais. De acordo com a Pilgrim Society, foi provavelmente em 1622, pois Priscilla Mullins não está listada separadamente na Divisão de Terras de 1623. Foi o segundo ou o terceiro casamento a ocorrer na colônia.
O casamento dos dois jovens colonos foi amplamente retratado na arte e na literatura principalmente devido à extraordinária popularidade do poema narrativo de Henry Wadsworth Longfellow, The Courtship of Miles Standish, publicado em 1858. A história ficcional fala de um triângulo amoroso envolvendo John Alden, Priscilla Mullins e Myles Standish (o capitão da milícia da colônia). Na história, Standish é muito tímido para expressar seus sentimentos a Priscilla Mullins e, portanto, pede a Alden para falar por ele. As palavras de Alden de namoro em nome de Standish levam Mullins a fazer uma piada muito citada: "Por que você não fala por si mesmo, John?" O livro vendeu 10 mil cópias em Londres em um único dia. Nos Estados Unidos, a história trouxe os Peregrinos para a vanguarda da cultura americana, contribuindo para o estabelecimento de um feriado nacional de Ação de Graças em 1863. O livro fez de John e Priscilla Alden, de acordo com o historiador Jim Baker, "o casal Peregrino mais famoso da história".
Enquanto alguns historiadores afirmam que a história do namoro é "vagamente baseada" na história oral da família Alden, outros a descartam como uma ficção completa. Um breve relato de uma rivalidade entre John Alden e Myles Standish pela mão de Priscilla foi publicado pela primeira vez em A Collection of American Epitaphs and Inscriptions por Timothy Alden em 1814. Longfellow, portanto, não foi o criador da história, mas a embelezou muito. Nenhuma parte do conto é apoiada pela documentação do século XVII. O historiador John Goodwin apontou vários anacronismos e inconsistências, afirmando que não havia "razão para acreditar em qualquer parte disso".

## Serviço para a Colônia de Plymouth
Em 1626, os financiadores da colônia em Londres, conhecidos como Merchant Adventurers, se separaram. Isso deixou os colonos sem meios de saldar suas dívidas significativas com aqueles que haviam financiado o esforço. Oito dos colonos de Plymouth, incluindo John Alden, concordaram em assumir coletivamente, ou assumir, a dívida em troca do monopólio do comércio de peles da colônia. Esses homens que evitaram a ruína financeira da colônia ficaram conhecidos como "Undertakers". Este acordo para conceder aos Undertakers um monopólio foi assinado pelos 37 homens livres da Colônia de Plymouth. O fato de Alden estar entre os Undertakers é indicativo de sua crescente posição na colônia.
Alden foi eleito Assistente do Governador (um de um pequeno conselho de conselheiros do governador) em 1632 e foi reeleito regularmente para esse cargo até 1640 e novamente de 1650 a 1686. Serviu também como vice-governador em duas ocasiões na ausência do governador em 1665 e 1677. Os colonos o elegeram Tesoureiro anualmente de 1656 a 1658. Alden serviu no Conselho de Guerra da colônia, um importante comitê para decidir sobre assuntos relativos à defesa da colônia, em 1642, 1643, 1646, 1653, 1658 e 1667. O Tribunal Geral de Plymouth nomeou Alden para uma série de comitês importantes, incluindo o Comitê de Revisão de Leis, o Comitê sobre o Comércio do Kennebec e vários outros cargos menores.
A Colônia Plymouth detinha uma concessão que lhes conferia o monopólio do comércio de peles no rio Kennebec, no que mais tarde se tornaria o Maine. Em 1634, um homem chamado John Hocking da fazenda Piscataqua em Nova Hampshire se intrometeu no comércio, provocando um confronto entre ele e os comerciantes da Colônia Plymouth em Kennebec. Hocking atirou em um colono de Plymouth chamado Moses Talbot e, por sua vez, um homem de Plymouth atirou em Hocking. Quando os comerciantes de Plymouth chegaram de barco a Boston, as autoridades decidiram prender John Alden, que estava a bordo do navio Plymouth, embora ele não tivesse estado presente durante a violência. Foi somente por meio da intervenção de William Bradford que Alden foi finalmente libertado.
Plymouth Colony held a patent entitling them to a monopoly on the fur trade at the Kennebec River in what would later become Maine. In 1634, a man named John Hocking from Piscataqua Plantation in New Hampshire interloped in the trade provoking a confrontation between him and traders from Plymouth Colony at Kennebec. Hocking shot a Plymouth colonist named Moses Talbot and, in turn, a Plymouth man shot Hocking. When the Plymouth traders arrived by boat at Boston, authorities there decided to imprison John Alden who was aboard the Plymouth vessel, even though he had not been present during the violence. It was only through the intervention of William Bradford that Alden was eventually released.

## Assentamento de Duxbury

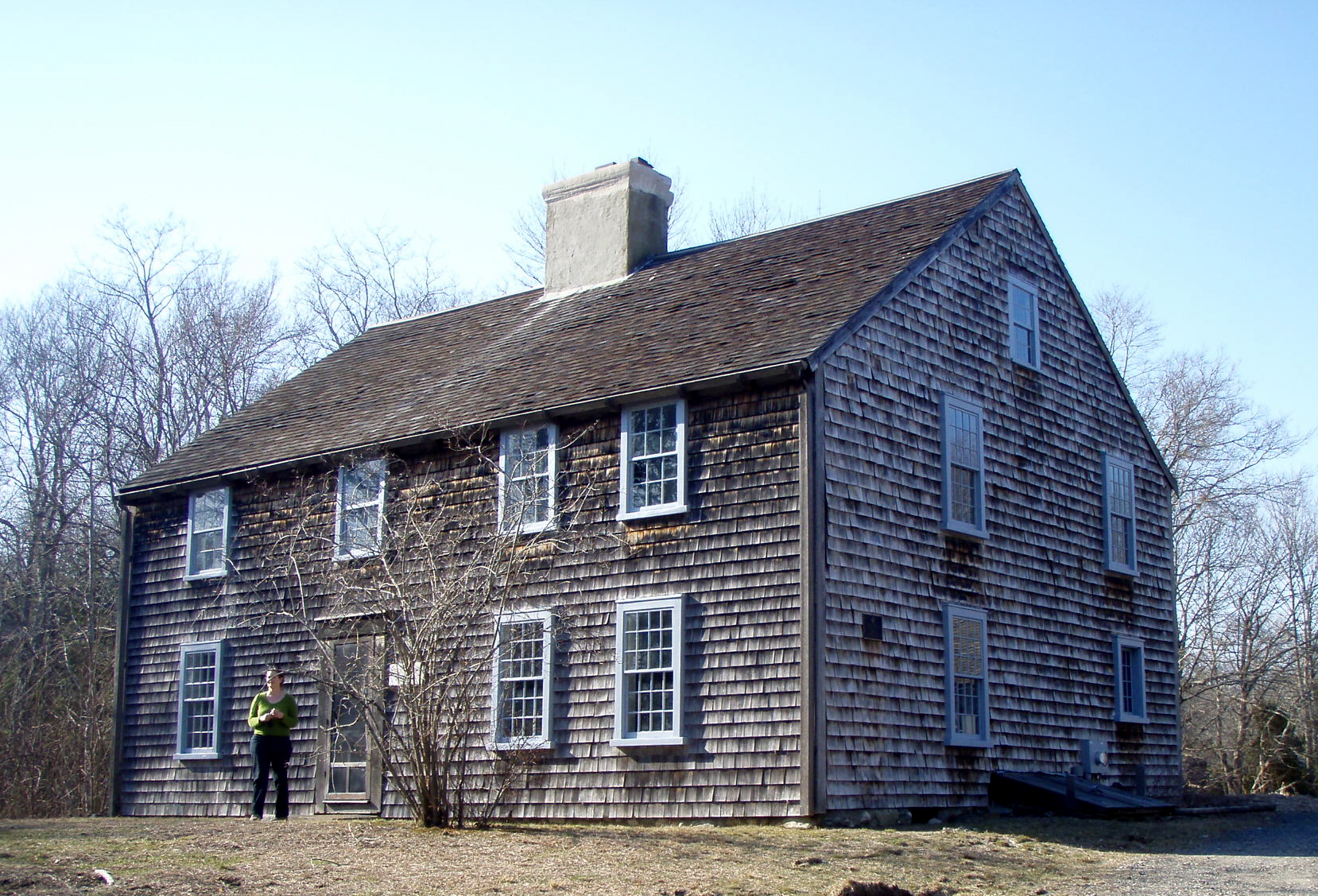
Alden House Historic Site, provavelmente construído pelo filho de John e Priscilla, Jonathan Alden, ca. 1700

Em janeiro de 1628, as terras ao longo da Baía de Plymouth foram divididas em lotes agrícolas, com cada indivíduo recebendo 20 acres mais 20 acres adicionais para cada membro da família. John e Priscilla Alden, que tinham três filhos na época, receberam 100 acres ao longo do rio Bluefish na área conhecida como Duxbury (às vezes escrito Duxburough ou Duxborrow naquela época). Os subsídios eram sorteados, portanto a localização da fazenda de Alden não foi escolhida por ele. Por acaso, como observou a historiadora Dorothy Wentworth, a localização era ideal, pois incluía terras altas que haviam sido parcialmente desmatadas pelos nativos americanos, florestas e pântanos salgados (uma boa fonte de feno). Alden construiu sua primeira pequena casa em 1628. Como eram obrigados a viajar para Plymouth todos os domingos para os serviços de sábado (10 milhas de distância), eles viveram sazonalmente em sua fazenda em Duxbury durante os primeiros anos, permanecendo em Plymouth durante o inverno para evitar longas viagens em condições climáticas adversas. O local foi escavado profissionalmente por Roland Wells Robbins em 1960, desenterrando muitos artefatos, incluindo uma lâmina de alabarda que agora está exposta no Pilgrim Hall Museum em Plymouth. O local agora faz parte do campus da escola Duxbury e está localizado próximo a um campo de jogos. A fundação da casa é evidente como uma depressão no solo e está marcada por uma pedra, placa e outra sinalização interpretativa.
Em 1632, Alden foi um dos vários homens que solicitaram à colônia que Duxbury fosse uma congregação separada da igreja com seu próprio ministro. Isso permitiria que aqueles com subsídios Duxbury residissem em suas fazendas o ano todo. William Bradford e outras autoridades coloniais relutaram em separar a congregação da igreja "mãe" em Plymouth, mas mesmo assim deram permissão. Duxbury foi incorporada como uma cidade separada em 1637. John Alden se tornou um dos principais homens da nova cidade de Duxbury e uma figura-chave na colônia. Ele serviu como deputado de Duxbury para o Tribunal Geral durante a maior parte da década de 1640.
Historiadores locais dos séculos XIX e XX afirmaram que uma casa Alden posterior em Duxbury foi a segunda casa de John e Priscilla Alden e foi construída em 1653. Como escreveu a historiadora local Dorothy Wentworth, a tradição "foi aceita por tanto tempo que parece não haver motivo para duvidar disso." Esta casa agora é propriedade da Alden Kindred of America e mantida como um museu conhecido como Alden House Historic Site. Suposições de longa data sobre a casa se revelaram incorretas, já que a análise dendrocronológica e arquitetônica conduzida em 2003 sugere que a casa foi provavelmente construída por volta de 1700 e, portanto, não era a casa de John e Priscilla Alden. Provavelmente foi construído por um de seus filhos (possivelmente Jonathan Alden) ou netos.
O local da primeira casa de Alden em Duxbury e o Alden House Historic Site foram agraciados com o grau de Marco Histórico Nacional em 2008.

## Família
John e Priscilla Alden tiveram dez filhos. A primeira, Elizabeth, nasceu em 1623 em Plymouth e morreu em Little Compton, Rhode Island, em 31 de maio de 1717. Ela se casou com William Pabodie em 26 de dezembro de 1644 em Duxbury e teve treze filhos. Seu túmulo e o de seu marido estão no cemitério Old Commons em Little Compton.
John Jr. nasceu por volta de 1626 em Plymouth e morreu em Boston em 14 de março de 1701/2. Ele se casou com Elizabeth (Phillips) Everill em 1 de abril de 1660 e teve quatorze filhos. Ele se tornou um próspero comerciante marítimo. Desempenhou também um papel polêmico nas negociações com os nativos americanos em Nova Brunswick e Nova Escócia durante a Guerra do Rei Guilherme. Em 1692, foi acusado de ser um bruxo durante os julgamentos das bruxas de Salém e preso, embora mais tarde tenha escapado e fugido para Duxbury.
Joseph nasceu por volta de 1628 e morreu em Bridgewater, Massachusetts, em 8 de fevereiro de 1696/7. Ele se casou com Mary Simmons por volta de 1660 e teve sete filhos.
Priscilla nasceu por volta de 1630. Pouco se sabe sobre sua vida, exceto por um registro que indica que ela estava viva e solteira em 1688.
Jonathan nasceu por volta de 1632 e morreu em Duxbury em 14 de fevereiro de 1697. Casou-se com Abigail Hallett em 10 de dezembro de 1672 e teve seis filhos. Jonathan foi enterrado no Antigo Cemitério em Duxbury. Ele era capitão da milícia da Colônia de Plymouth e a documentação indica que, em seu enterro, a companhia da milícia compareceu à formação. Durante seu enterro, o reverendo Ichabod Wiswall de Duxbury fez um sermão. É o primeiro caso conhecido de um sermão proferido em um cemitério da Colônia de Plymouth, indicando mudanças nos costumes religiosos. Antes disso, os enterros eram coisas simples, sem ritual religioso.
Sarah nasceu por volta de 1634 e morreu antes da fundação da propriedade de seu pai em 1688. Ela se casou com Alexander Standish, filho de Myles Standish, por volta de 1660 e teve oito filhos.
Ruth nasceu por volta de 1636 e morreu em Braintree, Massachusetts, em 12 de outubro de 1674. Ela se casou com John Bass em Braintree em 3 de fevereiro de 1658 e teve sete filhos. Entre seus filhos estava Hannah Bass, avó paterna do futuro presidente dos Estados Unidos, John Adams.
Maria nasceu por volta de 1638. Ela estava viva e solteira em 1688.
Rebeca nasceu por volta de 1640. Ela se casou com Thomas Delano em 1677 e teve nove filhos. Morreu entre 12 de junho de 1696 e 5 de outubro de 1722. Está enterrada em Old Burying Ground em Duxbury.
David nasceu por volta de 1642 e morreu em Duxbury entre 2 de julho de 1718 e 1 de abril de 1719. Casou-se com Mary Southworth em 1674 e teve seis filhos.

## Últimos dias e legado

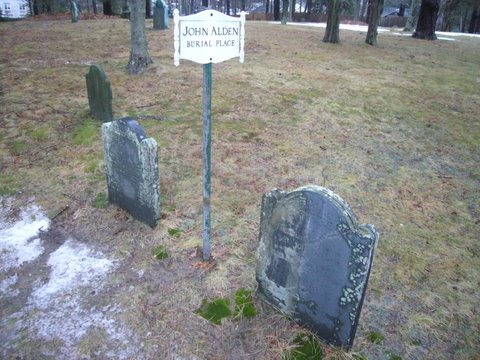
Lápides comemorativas colocadas em 1930 em homenagem a John e Priscilla Alden

John Alden foi o último sobrevivente dos signatários do Pacto Mayflower. Morreu em Duxbury em 12 de setembro de 1687. Ele e sua esposa Priscilla foram enterrados no Old Burying Ground em Duxbury. A localização precisa de seus túmulos não é conhecida, pois os marcadores não foram colocados ou se desintegraram. Em 1930, os Alden Kindred of America colocaram pedras de ardósia comemorativas no local estimado de seus túmulos perto da lápide de seu filho, o capitão Jonathan Alden.
Vários artefatos atribuídos a John Alden são exibidos nos principais museus. Isso inclui a lâmina de alabarda descoberta na escavação arqueológica de 1960 no local da primeira casa de Alden em Duxbury, a Bíblia da família Alden e um almofariz e pilão atribuídos a John e Priscilla Alden, todos os quais são exibidos no Pilgrim Hall Museum. Uma chave de roda de carabina atribuída a John Alden está alojada no Museu Nacional de Armas de Fogo. De fabricação italiana do início do século XVII, a carabina foi encontrada na Alden House durante uma restauração de 1924.
A Alden Kindred of America, inicialmente uma sociedade composta estritamente por descendentes de Alden, foi fundada em 1906. Agora é uma organização sem fins lucrativos que recebe descendentes de Alden e não descendentes como membros. A organização gerencia o local histórico da Alden House em Duxbury, Massachusetts.